# Shintōshū
O Shintōshū (神道集) é um livro japonês do Periodo Nanboku-chō (1336–1392). É considerado um livro de grande influência no Xintoísmo, tendo mais foco nos seres chamados "Kami", mesmo este livro tendo sido escrito por vários autores, seu principal autor é desconhecido O livro tem uma influência significativa com várias obras de arte e literátura colocado em pauta nesse livro histórico.  Ele ilustra com contos sobre vários santuários a teoria budista honji suijaku, segundo a qual os kami japoneses eram simplesmente manifestações locais das deidades indianas do budismo.